# Racine d'un polynôme réel ou complexe
Pour les articles homonymes, voir Théorie des équations.
On appelle racine d'un polynôme réel ou complexe une racine d'un polynôme P(X) à une seule variable dont les coefficients sont réels ou complexes, c'est-à-dire un nombre α, réel ou complexe, vérifiant P(α) = 0. Dit autrement une racine d'un polynôme réel ou complexe est une solution d'une équation polynomiale dont les coefficients sont pris dans ℝ ou ℂ.
Les racines des polynômes du premier degré, du second degré, de degré 3 et de degré 4 s'expriment à l'aide des quatre opérations usuelles et des racines n-ièmes. Hors cas particuliers, ceci ne se généralise pas aux degrés supérieurs, selon le théorème d'Abel-Ruffini. Pour le degré 5 la solution générale d'Hermite fait intervenir des fonctions elliptiques. Pour les équations de degrés supérieurs, sauf dans quelques cas particuliers, il ne reste que le calcul numérique, qui est d'ailleurs utile même pour les plus petits degrés. Se posent alors les problèmes de résolution de ces équations, d'estimation des solutions, de détermination du signe de ces solutions, des algorithmes de résolution et tous les problèmes connexes.
Au XIXe siècle et dans la première moitié du XXe siècle, ces problèmes étaient souvent regroupés sous le terme « théorie des équations » ou « théorie des équations algébriques », aux côtés d'autres, comme ceux liés à la résolution de systèmes d'équations linéaires, ou à l'analyse de la résolution par radicaux par la théorie de Galois.

## Prologue
La majorité des algorithmes connus pour calculer une solution repose sur une amorce proche de la solution cherchée. Se pose donc la question de déterminer une région où se trouvent les solutions.
Souvent, on n'a pas besoin de connaître les solutions avec précision. Une estimation de ces solutions suffit, voire seulement le nombre ou le signe de ces solutions, quand ce n'est pas un simple majorant.
L'objet de cet article est de donner un panorama des méthodes ingénieuses d'estimation de ces solutions découvertes depuis parfois longtemps.

## Définitions et conventions
Dans la suite, les polynômes considérés sont donnés sous forme développée selon la formule {\displaystyle P(z)=\sum _{k=0}^{n}a_{k}z^{k}}.
Le coefficient {\displaystyle a_{k}} est le coefficient de la puissance k-ième de la variable z.
Le degré du polynôme P est égal à son coefficient non nul de rang le plus élevé.
Dans le cas où la variable considérée est réelle, on l'écrira x.
On appelle racine de P toute valeur {\displaystyle \alpha }, réelle ou complexe, telle que {\displaystyle P(\alpha )=0.}

## Positions des problèmes
Le premier objet de la théorie est l'étude des rapports entre les coefficients et les racines d'un polynôme. On verra que les relations entre les coefficients et les racines sont de plus en plus compliquées à mesure que le degré du polynôme augmente. Élémentaire au premier degré, raisonnable au second, l'expression des racines en fonction des coefficients devient plus difficile avec les troisième et quatrième degré, très complexe au cinquième degré et inextricables au-delà.

## La résolution par radicaux
Le polynôme du premier degré {\displaystyle a_{1}z+a_{0}\quad (a_{1}\neq 0)} a pour racine {\displaystyle \alpha =-{\frac {a_{0}}{a_{1}}}}.
Le polynôme du second degré {\displaystyle a_{2}z^{2}+a_{1}z+a_{0}\quad (a_{2}\neq 0)} admet deux racines complexes déterminées par les formules :
 où {\displaystyle \Delta =a_{1}^{2}-4a_{0}a_{2}} et les divisions et la racine carrée devant être effectuées dans l'ensemble des nombres complexes.

## Le cas complexe
Dans cette partie, on considère un polynôme à coefficients complexes dont on cherche les racines complexes. Selon le théorème de d'Alembert-Gauss :
Tout polynôme de degré n à coefficients complexes se décompose en un produit de n termes du premier degré faisant apparaître les racines complexes {\displaystyle \alpha _{k}}.
Il en existe plusieurs démonstrations dont une très courte utilise une propriété des fonctions holomorphes donnée par le théorème de Liouville (voir l'article dédié).

### Une première estimation
Cependant la démonstration du théorème de d'Alembert-Gauss par le théorème de Liouville n'apporte aucune information sur la position des racines complexes. Une seconde méthode est donnée par le théorème de Rouché :

Soient f et g deux fonctions holomorphes dans un contour fermé γ ne se recoupant pas et telles que
{\displaystyle |f(z)-g(z)|<|g(z)|} pour tout point z de γ. Alors, à l'intérieur de γ, f et g ont le même nombre de zéros (comptés avec leurs multiplicités).

On en déduit en particulier le théorème suivant, plus précis que le théorème de d'Alembert-Gauss :

Soit P un polynôme de degré n normalisé (le coefficient de zn est 1) et A le plus grand module des autres coefficients de P. Alors P a exactement n racines (comptées avec leurs multiplicités) à l'intérieur du cercle de centre 0 et de rayon 1 + A.

Corollaire :[réf. nécessaire]

Soit P un polynôme de degré n s'écrivant
{\displaystyle P(z)=a_{n}z^{n}+a_{n-1}z^{n-1}+\dots +a_{1}z+a_{0}}
et soient les deux nombres
{\displaystyle A=\max(|a_{0}|,|a_{1}|,\ldots ,|a_{n-1}|),\quad B=\max(|a_{1}|,|a_{2}|,\dots ,|a_{n}|)}.
Les racines de P sont dans la couronne
{\displaystyle {\frac {1}{1+B/|a_{0}|}}\leq |z|<1+{\frac {A}{|a_{n}|}}}.

### Le théorème d'Eneström-Kakeya
La relation entre les coefficients et les racines est très compliquée. Aussi faut-il s'attendre à obtenir des résultats intéressants avec des hypothèses plus fortes. C'est le cas du théorème suivant, dû à Kakeya et cas particulier d'un corollaire donné en 1893 par Eneström[réf. souhaitée].

Soit {\displaystyle P(z)=\sum _{i=0}^{n}a_{i}z^{i}} un polynôme à coefficients réels tels que {\displaystyle 0\leq a_{n}\leq a_{n-1}\leq a_{n-2}\leq \ldots \leq a_{0}}. Alors les racines complexes sont en dehors du disque unité.

### Le théorème de Cauchy
Voisin de l'estimation obtenue par le théorème de Rouché mais antérieur à ce dernier, ce théorème établit un lien entre le cas des polynômes à coefficients complexes et le cas des polynômes à coefficients réels.

Soit P un polynôme de degré n s'écrivant
{\displaystyle P(z)=a_{n}z^{n}+a_{n-1}z^{n-1}+\ldots +a_{1}z+a_{0}}
et Q le polynôme associé s'écrivant
{\displaystyle Q(z)=|a_{n}|z^{n}-|a_{n-1}|z^{n-1}-\ldots -|a_{1}|z-|a_{0}|.}
Soit r l'unique racine positive de l'équation Q(z) = 0. Alors toutes les racines de P sont de modules inférieurs ou égaux à r.
Ce théorème est lui-même une version complexe de l'estimation de Lagrange, un résultat qui sera donné dans le cas réel (voir infra).

### Le théorème de Cohn-Berwald
Alors que le théorème de Cauchy ne donne qu'une majoration, le théorème suivant donne la minoration correspondante, tout en améliorant le résultat de Cauchy.
Considérant le théorème de Cauchy et utilisant un théorème de Grace (en), Cohn montra tout d'abord qu'au moins une des racines de P se trouvait de module supérieur à {\displaystyle r({\sqrt[{n}]{2}}-1)}. Ce résultat a été amélioré par Berwald (de).

Dans les notations du théorème de Cauchy, soient {\displaystyle z_{1},z_{2},\ldots ,z_{n}} les racines complexes de P. On a l'inégalité
{\displaystyle r({\sqrt[{n}]{2}}-1)\leq {\frac {|z_{1}|+|z_{2}|+\ldots +|z_{n}|}{n}}\leq r.}

## Le cas réel
Dans cette partie, on considère un polynôme P à coefficients réels dont on cherche les racines réelles. Une conséquence du théorème de d'Alembert-Gauss est que tout polynôme de degré n à coefficients réels peut s'écrire comme le produit de polynômes de degré au plus deux à coefficients réels, les facteurs du second degré n'ayant pas de racine réelle.

### Le théorème de Rolle
Si l'on connaît deux nombres réels a et b tels que {\displaystyle a<b\;} et tels que {\displaystyle P(a)=P(b)\,}, alors il existe (au moins) une racine c dans {\displaystyle ]a,b[\;} du polynôme dérivé P' :
Ce théorème est un théorème de séparation des racines de P et de P'. Entre deux racines de P se trouve toujours au moins une racine de P'.

### Lethéorème de Bolzano
Si P(a) et P(b) ne sont pas de même signe, il existe au moins une racine réelle c comprise entre a et b.

### La majoration de Lagrange
Soit P(x) un polynôme à coefficients réels tel que les k coefficients appartenant aux puissances les plus élevées soient positifs ou nuls et en appelant G le plus grand des coefficients négatifs en valeur absolue et {\displaystyle a_{n}} le coefficient du terme de plus haut degré alors toutes les racines réelles, s'il en existe, sont inférieures ou égales à
{\displaystyle 1+{\sqrt[{k}]{\frac {G}{a_{n}}}}.}
Cette règle permet de trouver très facilement une limite inférieure pour les racines négatives en appliquant la règle à P(–x), sous réserve qu'il y en ait.
En appliquant la règle au numérateur de P(1/x) après réduction au même dénominateur, de trouver une estimation de la plus petite racine positive si elle existe.
Remarque : le théorème de Cauchy n'est rien d'autre que l'adaptation au cas complexe de l'estimation de Lagrange.
Soit {\displaystyle P(x)=x^{6}+3x^{5}-2x^{3}+x+2}. On cherche à encadrer les racines positives et négatives.
Estimons de même les racines négatives : {\displaystyle P(-x)=x^{6}-3x^{5}+2x^{3}-x+2} donc {\displaystyle a_{n}=1}, G = 3 et  k = 1. On a donc que les racines négatives sont toutes supérieures à –1 – 3 = –4.
{\displaystyle P(-1/x)={\frac {2x^{6}-x^{5}+2x^{3}-3x+1}{x^{6}}}} donc {\displaystyle a_{n}=2}, G = 3 et k = 1. Les éventuelles racines négatives sont inférieures à –1/(1+3/2) = –2/5.
Un calcul numérique donne deux racines, valant approximativement –2,7 et –1,2 et il n'y a pas de racine positive.

### Règle des signes de Descartes
Cette règle a été donnée par René Descartes dans le livre III de son œuvre La Géométrie (1637). Son objet est de déterminer le nombre de racines positives et négatives d'un polynôme à coefficients réels.
Descartes s'exprime ainsi, où les « vraies » racines sont les positives, tandis que les « fausses » racines sont les négatives :
« On connoît aussi de ceci combien il peut y avoir de vraies racines et combien de fausses en chaque équation : à savoir il y en peut avoir autant de vraies que les signes + et - s'y trouvent de fois être changés, et autant de fausses qu'il s'y trouve de fois deux signes + ou deux signes - qui s'entre-suivent. »
On suppose que le polynôme à une variable et à coefficients réels est ordonné par ordre décroissant des exposants.
Alors le nombre des racines positives du polynôme est égal au nombre de changements de signes entre deux coefficients non nuls diminué éventuellement d'un multiple de 2 (pour tenir compte des racines complexes conjuguées qui ne sont pas décomptées), chaque racine positive étant comptée selon sa multiplicité.
En changeant la variable x en (-x), la règle permet de trouver le nombre des racines négatives, à un multiple de 2 près, puisque l'on a permuté les racines positives et négatives par la transformation.
Clairement, si le polynôme n'admet que des racines réelles, la règle de Descartes donne alors le nombre exact de racines positives.
De la même manière, on peut, par la règle de Descartes, déterminer combien de racines réelles sont supérieures à une valeur donnée c, par le changement de variable x transformé en x-c dans le polynôme.

### Exemples
- Le polynôme {\displaystyle x^{3}+x^{2}-x-1}, admet un seul changement de signes, entre le deuxième et le troisième terme. La règle de Descartes affirme donc qu'il possède exactement une racine positive.

Si l'on transforme x en -x, on a {\displaystyle -x^{3}+x^{2}+x-1}, qui donne deux changements de signes. Donc il y a 2 ou 0 racines négatives.
- Le polynôme {\displaystyle 5x^{5}-7x^{4}+x^{3}-x+2}, admet quatre changements de signes. Donc le polynôme peut avoir zéro, deux ou quatre racines positives.
- Combien le polynôme {\displaystyle x^{3}+x^{2}-x-1}, a-t-il de racines réelles supérieures à {\displaystyle {\tfrac {1}{2}}} ? On développe {\displaystyle (x-{\tfrac {1}{2}})^{3}+(x-{\tfrac {1}{2}})^{2}-(x-{\tfrac {1}{2}})-1\,} et on trouve {\displaystyle x^{3}-{\tfrac {1}{2}}x^{2}-{\tfrac {5}{4}}x-{\tfrac {3}{8}}}, qui n'a qu'un seul changement de signe. Il n'y a donc qu'une seule racine réelle supérieure à {\displaystyle {\tfrac {1}{2}}}.

#### Extensions de la règle
On considère ici non seulement les polynômes à coefficients réels mais également des expressions ressemblant à des polynômes avec des exposants réels quelconques.
Dans un article paru en 1883, Edmond Laguerre donne une démonstration de la règle de Descartes à partir du théorème de Rolle et cette démonstration lui permet de conclure que la règle des signes de Descartes s'applique même si les exposants ne sont pas entiers et sont des réels quelconques, ce qui constitue une première généralisation de la règle de Descartes.
Puis, dans le même article (p. 106), Laguerre essaie d'obtenir de la règle de Descartes une majoration :
Théorème de Laguerre : Étant donné le « polynôme » {\displaystyle f(x)=\sum _{n=-\infty }^{\infty }a_{n}x^{\alpha _{n}}} ordonné suivant les puissances croissantes de x, les exposants pouvant être quelconques mais réels.
Le nombre des racines positives de l'équation {\displaystyle f(x)=0} qui sont inférieures à une quantité A est majoré par le nombre des alternances de la « suite » {\displaystyle \sum _{n=-\infty }^{\infty }a_{n}A^{\alpha _{n}}}. Et si ces deux nombres diffèrent, leur différence est un nombre pair.
Cette proposition subsiste lorsque le nombre de termes est limité, pourvu que la série composée de ces termes soit convergente pour x = A.
Un cas particulier intéressant est obtenu en prenant A = 1.

#### Exemples
- Soit {\displaystyle f(x)=x^{3}-x^{2}+x^{1/3}+x^{1/7}-1}. Combien y a-t-il de racines positives ? Il y a trois alternances de signes (+- ; -+; +-) donc au plus 3 racines réelles positives.
- Soit {\displaystyle f(x)={\frac {1}{x^{2}}}+2/x^{\sqrt {2}}-5/x+2-3x-8x^{3}}. Combien y a-t-il de racines positives inférieures à 2 ? La suite se calcule ainsi:

{\displaystyle 1/2^{2};1/2^{2}+2/2^{\sqrt {2}};1/2^{2}+2/2^{\sqrt {2}}-5/2;1/2^{2}+2/2^{\sqrt {2}}-5/2+2;1/2^{2}+2/2^{\sqrt {2}}-5/2+2-3\times 2;1/2^{2}+2/2^{\sqrt {2}}-5/2+2-3\times 2-8\times 2^{3}}
soit numériquement
{\displaystyle 0{,}25~;~1{,}0004~;~-1{,}4995~;~0{,}5004~;~-5{,}4995~;~-69{,}4995.}
Il y a donc trois alternances (+-; -+; +-) donc trois racines positives au plus. Soit une ou trois racines positives. On vérifie graphiquement qu'il y en a une seule vers 0.4473661675.

## Le théorème de Schur
Le théorème de Schur donne directement un majorant du nombre des racines positives.
Théorème de Schur : 
«  Si {\displaystyle P(x)=\sum _{i=0}^{n}a_{i}x^{i}} est un polynôme à coefficients réels qui admet m racines réelles positives, alors {\displaystyle m^{2}\leq 2n\ln \left({\frac {|a_{0}|+|a_{1}|+\ldots +|a_{n}|}{\sqrt {|a_{0}\times a_{n}|}}}\right).} »

## Le théorème de Gauss-Lucas
Un cas particulier en est le théorème suivant, dû à Laguerre :
« Si {\displaystyle P(x)=\sum _{i=0}^{n}a_{i}x^{i}} est un polynôme unitaire de degré n, ayant n racines réelles, alors ces racines sont toutes dans l'intervalle [a,b] où a et b sont les racines du polynôme {\displaystyle nx^{2}+2a_{n-1}x+\left[2(n-1)a_{n-2}-(n-2)a_{n-1}^{2}\right].} »

## La règle de Newton et le théorème de Sylvester
Newton avait donné sans démonstration dans l'Arithmetica Universalis une majoration du nombre de racines réelles d'une équation, que nombre de mathématiciens ont cherché vainement à démontrer, parmi lesquels MacLaurin, Waring et Euler. C'est finalement en 1865 que Sylvester en donna la démonstration,.

## Le théorème de Gershgorin
Le théorème de Gerschgorin est souvent utilisé pour donner des estimations des racines des polynômes en utilisant une matrice.
Théorème de Gershgorin:
« Soit A une matrice à coefficients complexes {\displaystyle a_{i,j}}. Soit {\displaystyle R_{i}} la somme des modules des coefficients non diagonaux de la ligne {\displaystyle i}. Alors les valeurs propres de A sont comprises dans l'union des disques définis par
{\displaystyle |s-a_{i,i}|\leq R_{i}.}
Le même théorème a lieu sur les colonnes. »

## Le théorème d'Ostrowski
Théorème d'Ostrowski
« Soit P un polynôme de degré n de la forme
{\displaystyle P(z)=z^{n}+\sum _{i=0}^{n-2}a_{i}z^{i}} tel que {\displaystyle \max _{0\leq i\leq n-2}|a_{i}|\leq 1.}
Toutes les racines de P sont dans le disque de centre 0 et de rayon (1 + √5)/2. »
Remarque : attention, le coefficient de {\displaystyle z^{n-1}} est nul.